# Live in Paris and Toronto
Live in Paris and Toronto er en EP fra den canadiske singer-songwriter og multiinstrumentalist Loreena McKennitt, der blev udgivet i 1999.
Disc 1 er en liveoptagelse af McKennitts studiealbum The Book of Secrets, der var inspireret af J.K. Rowlings bog Harry Potter og Hemmelighedernes Kammer. Disc 2 indeholder sange fra hendes albums The Visit og The Mask and Mirror.

## Spor
Disc 2
1. "Prologue" – 5:00
2. "The Mummers' Dance" – 3:54
3. "Skellig" – 5:24
4. "Marco Polo" – 4:35
5. "The Highwayman" – 9:19
6. "La Serenissima" – 5:55
7. "Night Ride Across the Caucasus" – 6:22
8. "Dante's Prayer" 5:25

Disc 2
1. "The Mystic's Dream" – 6:29
2. "Santiago" – 5:32
3. "Bonny Portmore" – 3:50
4. "Between the Shadows" – 4:18
5. "The Lady of Shalott" – 9:05
6. "The Bonny Swans" – 6:33
7. "The Old Ways" – 5:03
8. "All Souls Night" – 4:13
9. "Cymbeline" – 6:27